# دي جي ريخا
دي جي ريخا (بالإنجليزية: DJ Rekha)‏ هي منتجة أسطوانات وموسيقية ودي جيه بريطانية، ولدت في 1971 في المملكة المتحدة.

## وصلات خارجية
- الموقع الرسمي
- دي جي ريخا على موقع ميوزك برينز (الإنجليزية)
- دي جي ريخا على موقع قاعدة بيانات برودواي على الإنترنت (الإنجليزية)
- دي جي ريخا على موقع ديسكوغز (الإنجليزية)
- دي جي ريخا على موقع ديسكوغز (الإنجليزية)